# Patrick Moraz
Patrick Philippe Moraz (n. 24 de junio de 1948) es un músico y compositor suizo, principalmente conocido por su desempeño como tecladista de las bandas de rock Yes y The Moody Blues. Moraz fue miembro de Yes desde 1974 hasta 1976 y de The Moody Blues desde 1978 hasta 1991. Desde esa fecha, ha trabajado en varios proyectos solistas.

## Discografía

### Como solista
Simples
- "Best Years of Our Lives"/"Cachaca (Baião)" (1976)
- "Tentacles"/"Kabala" (1977)
- "La Planete Inconnue"/"Nostalgie" (1979)
- "How Basic Can You Get?"/"Spirits" (1981)
- "L'Hymne De La Première"/"Grandeur Nature" (1987)

Álbumes de estudio
- The Story of I (1976)
- Out in the Sun (1977)
- Patrick Moraz (1978)
- Coexistence (1980; reissued as Libertate in 1989)
- Time Code (1984)
- Future Memories II (1984)
- Future Memories I & II (1985)
- Human Interface (1987)
- Windows of Time (1994)
- Resonance (2000)
- ESP (2003)
- Change of Space (2009)
- Random Kingdom (2018)

Álbumes en vivo
- Future Memories Live on TV (1979)
- PM in Princeton (1995)
- Live at Abbey Road (2012)

Álbumes compilatorios
- Future Memories I & II (2007)
- PianissiMoraz (2012)

DVD
- PM in Princeton (1995)
- Future Memories (2007)

### Con Mainhorse
- "More Tea Vicar"/"Basia" (1971)
- "La Salamandre"/"Juke Box" (1972; Single with the band Mainhorse, music from the film La Salamandre)
- Mainhorse (1971)
- The Geneva Tapes (2007)

### Con Refugee
- Refugee (1974)
- Live in Concert - Newcastle City Hall (2007)
- Refugee & Refugee Live In Concert 1974 (2010)

### Con Yes
- Relayer (1974)
- Yesshows (1980)
- The Word Is Live (2005)
- Yes 50 Live (2019)

### Con Chris Squire
- Fish Out Of Water (1975)

### Con The Moody Blues
- Long Distance Voyager (1981)
- The Present (1983)
- The Other Side of Life (1986)
- Sur La Mer (1988)
- Keys of the Kingdom (1991)
- The Story of the Moody Blues (1989)
- Time Traveller (1994)
- Your Wildest Dreams (1986)
- No More Lies (1988)

### Con Sons of Heroes
- Sons of Heroes (1983)

### Con Moraz-Bruford
- Music For Piano and Drums (1983)
- Flags (1985)
- Live in Tokyo (2009)
- Music for Piano and Drums: Live in Maryland (2012)

### Con Moraz Alban Project (MAP)
- M.A.P Project (2015)